# Sint-Lutgartkapel
De Sint-Lutgartkapel is een voormalige hulpkerk in de West-Vlaamse stad Roeselare, die zich bevond in de Rodenbachwijk aan de Groenestraat.
De kapel werd ingezegend in 1966 en er was om de twee weken een eucharistieviering. In 1982 werden er glas-in-loodramen geplaatst. In 2009 werd het kerkje onttrokken aan de eredienst vanwege ontkerkelijking en gebrek aan priesters.
De kapel is gewijd aan Lutgardis van Tongeren, patroonheilige van de Vlaamse Beweging. Het Sint-Lutgardisbeeld werd geplaatst in de Sint-Michielskerk, terwijl het kleinste glas-in-loodraam, dat Sint-Lutgardis toont, geplaatst werd in de Roeselare-verdieping van de IJzertoren. De overige twee glas-in-loodramen werden geplaatst in het Klein Seminarie Roeselare.
De kapel werd verbouwd tot een onderdeel van de naastgelegen Vikingschool.